# Gerhard Reinecke
Gerhard Reinecke (* Mai 1945 in Förste; † 7. September 2022) war ein deutscher Jurist und Richter am Bundesarbeitsgericht.

## Leben und Wirken
Nach Abschluss seiner juristischen Ausbildung war Reinecke zunächst als wissenschaftlicher Assistent an der Freien Universität Berlin tätig. Dort wurde er 1976 mit der zivilprozessualen Schrift Die Beweislastverteilung im Bürgerlichen Recht und im Arbeitsrecht als rechtspolitische Regelungsaufgabe zum Dr. iur. promoviert. Im Juni 1976 trat er in den Höheren Justizdienst von Berlin ein, wo er in der Arbeitsgerichtsbarkeit am Arbeitsgericht Berlin eingesetzt wurde. Nach einer zweijährigen Abordnung als wissenschaftlicher Mitarbeiter an das Bundesarbeitsgericht wurde er 1990 zum Vorsitzenden Richter am Landesarbeitsgericht Berlin ernannt. Im Juli 1991 wechselte er als Richter an das Bundesarbeitsgericht. Dort war er zunächst Mitglied des Fünften Senats, wurde im Mai 1999 aber zum Vorsitzenden des Dritten Senats ernannt. Als solcher prägte er insbesondere die Entwicklung des Betriebsrentenrechts nachhaltig. Mit Erreichen der Altersgrenze schied Reinecke am 31. Mai 2010 aus dem Dienst.